# Puerto de Azáceta
El puerto de Azáceta está ubicado al este de la provincia de Álava, en la carretera que conduce a Estella y entre los concejos de Elburgo y Azáceta, ambos pertenecientes al municipio de Arraya-Maestu. Su punto más alto se eleva 887 metros sobre el nivel del mar. Lleva a la ermita de San Vítor, nombrada así en honor a Vítor de Gauna, santo anacoreta alavés. 
El 31 de marzo de 1937, durante la guerra civil española, tropas del bando sublevado hicieron una saca de presos de Vitoria, entre los que se encontraba Teodoro González de Zárate, el que había sido alcalde republicano. Fusilaron a un total de diecisiete personas en el puerto de Azáceta, incluido González de Zárate.